# Jan Plantaz
Johannes "Jan" Marinus Plantaz (3 de dezembro de 1930 — 10 de fevereiro de 1974) foi um ciclista de estrada e pista holandês.
Competiu nos Jogos Olímpicos de Helsinque 1952 na prova de estrada (individual e por equipes) e na perseguição por equipes de 4 km, terminando na 22ª, 5ª e 8ª posição, respectivamente. Conquistou uma medalha de bronze no Campeonato Mundial de Ciclismo em Estrada de 1951, organizado pela União Ciclística Internacional (UCI).
Jan Plantaz morreu aos aos 43 anos de uma ataque cardíaco durante o treinamento.